# Biblioteka Stoljeća hrvatske književnosti
Stoljeća hrvatske književnosti biblioteka je Matice hrvatske, pokrenuta 1993. godine kao nastavak koncepcijski sličnoga niza Pet stoljeća hrvatske književnosti.

## Pet stoljeća hrvatske književnosti
Pet stoljeća hrvatske književnosti (PSHK) najveći je nakladnički projekt ostvaren u povijesti hrvatske književnosti. Njegovo značenje bilo je i mnogo više od toga, jer je riječ o pothvatu koji je označio prekretnicu u odnosu prema vlastitoj književnoj baštini, književnim vrijednostima iz starije i novije književnosti i, naposljetku, pretpostavljao je i drukčiji odnos prema vlastitom jeziku. Naime, uz standardiziranu štokavštinu, bila su ravnopravno zastupljena djela pisana čakavštinom i kajkavštinom. Ediciju je potaknula Matica hrvatska uoči 120. obljetnice svoga osnutka (1842. – 1962.), a sunakladnika je našla u Izdavačkom knjižarskom poduzeću Zora, na čijem je čelu bio Ivan Dončević, jedan od članova poslijeratnog povjerenstva za izbor nove uprave, koji je potom na izvanrednoj skupštini Matice hrvatske održanoj 15. srpnja 1945. godine bio izabran za glavnog tajnika. Iako se na toj dužnosti nije zadržao duže od godinu dana, ostao je trajno vezan uz Matičin rad.
U početku je Biblioteka bila zamišljena kao Hrvatska književnost u 100 knjiga, a ubrzo se spoznalo kako to nije moguće ostvariti pa je, u skladu s tadašnjim znanstvenim dosezima, preimenovana u Pet stoljeća hrvatske književnosti i proširena na deset kola po 12 knjiga. Prvi Poslovnik Biblioteke sastavljen je 20. veljače 1962. godine, a potpisali su ga za Maticu hrvatsku predsjednik Jakša Ravlić, za Nakladni zavod Matice hrvatske (NZMH) direktor Josip Tomić, za Zoru direktor Ivan Dončević te tajnik Ivan Krolo. 
Umjesto planiranih 120 knjiga u Biblioteci PSHK objavljeno ih je 180, razvrstanih u 15 kola, te su najvećim dijelom knjige rasprodane. Iako je Matica hrvatska, zbog određenih zakonskih zapreka, bila prisiljena osnovati svoj Nakladni zavod 1960. godine (glavni urednik Vlatko Pavletić), sve knjige, izuzev posljednjih, navodile su Maticu hrvatsku kao nakladnika čak i u vremenu zabrane njezina djelovanja.

### Objavljeni naslovi
Popis objavljenih naslova od 1969. do 1995. godine. 
| Broj    | Autor(i) | Naslov                                                                         | Priređivač(i)                                         | Godina izdanja |
| ------- | --- | ------------------------------------------------------------------------------ | ----------------------------------------------------- | -------------- |
| 1       | | Hrvatska književnost srednjega vijeka                                          | Vjekoslav Štefanić                                    | 1969.          |
| 2       | | Hrvatski latinisti I.                                                          | Veljko Gortan, Vladimir Vratović                      | 1969.          |
| 3       | | Hrvatski latinisti II.                                                         | Veljko Gortan, Vladimir Vratović                      | 1970.          |
| 4       | Marko Marulić | Izabrana djela                                                                 | Ivan Slamnig                                          | 1970.          |
| 5       | | Zbornik stihova XV. i XVI. stoljeća                                            | Rafo Bogišić                                          | 1968.          |
| 6       | Marin Držić | Izabrana djela                                                                 | Ivan Dončević                                         | 1964.          |
| 7       | Hanibal Lucić, Petar Hektorović                                                                                     | Izabrana djela                                                                 | Marin Franičević                                      | 1968.          |
| 8       | Petar Zoranić, Juraj Baraković                                                                                      | Izabrana djela                                                                 | Franjo Švelec                                         | 1964.          |
| 9       | Nikola Nalješković, Martin Benetović, Junije Palmotić                                                               | Izabrana djela                                                                 | Rafo Bogišić                                          | 1965.          |
| 10      | | Zbornik stihova XVII. stoljeća                                                 | Rafo Bogišić                                          | 1967.          |
| 11      | | Zbornik proze XVI. i XVII. stoljeća                                            | Jakša Ravlić                                          | 1972.          |
| 12      | Ivan Gundulić | Suze sina razmetnoga; Dubravka; Ferdinandu Drugomu od Toskane                  | Jakša Ravlić                                          | 1962.          |
| 13      | Ivan Gundulić | Osman                                                                          | Jakša Ravlić                                          | 1962.          |
| 14      | Ivan Bunić Vučić | Plandovanja; Pjesni razlike; Mandalijena pokornica                             | Franjo Švelec                                         | 1975.          |
| 15/I    | | Hrvatski kajkavski pisci I. Druga polovica 16. stoljeća                        | Olga Šojat                                            | 1977.          |
| 15/II   | | Hrvatski kajkavski pisci II. 17. stoljeće                                      | Olga Šojat                                            | 1977.          |
| 17      | Petar Zrinski, Fran Krsto Frankopan, Pavao Ritter Vitezović                                                         | Izabrana djela                                                                 | Josip Vončina                                         | 1976.          |
| 18      | Ignjat Đurđević | Pjesni razlike; Uzdasi Mandalijene pokornice; Saltijer slovinski               | Franjo Švelec                                         | 1971.          |
| 19      | | Zbornik stihova i proze XVIII. stoljeća                                        | Rafo Bogišić                                          | 1973.          |
| 20      | | Komedije XVII. i XVIII. stoljeća                                               | Marko Fotez                                           | 1967.          |
| 21      | Andrija Kačić Miošić                                                                                                | Razgovor ugodni naroda slovinskoga; Korabljica                                 | Jakša Ravlić                                          | 1967.          |
| 22      | Tito Brezovački | Dramska djela; Pjesme                                                          | Branko Hećimović                                      | 1973.          |
| 23      | | Narodne lirske pjesme                                                          | Jakša Ravlić                                          | 1963.          |
| 24      | | Narodne epske pjesme I.                                                        | Olinko Delorko                                        | 1964.          |
| 25      | | Narodne epske pjesme II.                                                       | Olinko Delorko                                        | 1964.          |
| 26      | | Narodne pripovijetke                                                           | Maja Bošković-Stulli                                  | 1963.          |
| 27      | | Narodne drame, poslovice i zagonetke                                           | Jakša Ravlić                                          | 1963.          |
| 28      | | Hrvatski narodni preporod I. Ilirska knjiga                                    | Jakša Ravlić                                          | 1965.          |
| 29      | | Hrvatski narodni preporod II. Ilirska knjiga                                   | Jakša Ravlić                                          | 1965.          |
| 30      | Stanko Vraz, Petar Preradović                                                                                       | Pjesme i članci / Pjesme; Prvi ljudi; Zapisi                                   | Višnja Barac                                          | 1965.          |
| 31      | Dimitrija Demeter, Mirko Bogović                                                                                    | Članci; Grobničko polje; Teuta / Članci, pjesme; Šilo za ognjilo; Matija Gubec | Jakša Ravlić                                          | 1968.          |
| 32      | Ivan Mažuranić, Matija Mažuranić                                                                                    | Smrt Smail-age Čengića; Stihovi, proza / Pogled u Bosnu                        | Ivo Frangeš                                           | 1965.          |
| 33      | Franjo Rački, Mihovil Pavlinović, Natko Nodilo, Blaž Lorković                                                       | Izbori iz djela                                                                | Jakša Ravlić                                          | 1969.          |
| 34      | Antun Nemčić | Putositnice; Udes ljudski; Kvas bez kruha; Članci i feljtoni                   | Branimir Donat                                        | 1965.          |
| 35      | Antun Pasko Kazali, Mato Vodopić, Luka Botić, Juraj Carić                                                           | Izabrana djela                                                                 | Šime Vučetić                                          | 1973.          |
| 36      | | Pučki igrokazi XIX. stoljeća                                                   | Nikola Batušić                                        | 1973.          |
| 38      | Ivan Perkovac, Janko Jurković, Vilim Korajac, Franjo Ciraki, Nikola Tordinac                                        | Djela                                                                          | Dubravko Jelčić, Branimir Donat, Ivo Frangeš          | 1968.          |
| 39      | August Šenoa | Članci i feljtoni; Pjesme; Pripovijesti                                        | Šime Vučetić                                          | 1962.          |
| 40      | August Šenoa | Seljačka buna                                                                  | Šime Vučetić                                          | 1962.          |
| 41      | August Šenoa | Zlatarovo zlato; Čuvaj se senjske ruke                                         | Šime Vučetić                                          | 1962.          |
| 42      | August Šenoa | Prosjak Luka; Mladi gospodin                                                   | Šime Vučetić                                          | 1962.          |
| 43      | Vatroslav Jagić | Rasprave, članci i sjećanja                                                    | Marin Franičević                                      | 1963.          |
| 44      | Franjo Marković, Lavoslav Vukelić, Andrija Palmović, Rikard Jorgovanić                                              | Izabrana djela                                                                 | Nedjeljko Mihanović                                   | 1970.          |
| 45      | Josip Eugen Tomić                                                                                                   | Opančareva kći; Zmaj od Bosne; Melita                                          | Miroslav Šicel                                        | 1970.          |
| 46      | Eugen Kumičić | Članci; Jelkin bosiljak; Pripovijesti                                          | Višnja Barac                                          | 1968.          |
| 47      | Eugen Kumičić | Urota zrinjsko-frankopanska                                                    | Višnja Barac                                          | 1968.          |
| 48      | Ante Kovačić | Pripovijesti; Fiškal; Pjesme                                                   | Ivo Frangeš                                           | 1962.          |
| 49      | Ante Kovačić | U registraturi                                                                 | Ivo Frangeš                                           | 1962.          |
| 50      | Ksaver Šandor Đalski                                                                                                | Pod starim krovovima; Pripovijesti                                             | Petar Šegedin                                         | 1962.          |
| 51      | Ksaver Šandor Đalski                                                                                                | Janko Borislavić; Pripovijesti i lirske minijature                             | Petar Šegedin                                         | 1962.          |
| 52      | Ksaver Šandor Đalski                                                                                                | U noći; Za moj životopis                                                       | Petar Šegedin                                         | 1962.          |
| 53      | Josip Kozarac | Mrtvi kapitali; Među svjetlom i tminom; Pripovijesti                           | Emil Štampar                                          | 1964.          |
| 54      | August Harambašić, Fran Mažuranić                                                                                   | Pjesme i proza / Lišće i druga prozna djela                                    | Nedjeljko Mihanović                                   | 1966.          |
| 55      | Ivo Vojnović | Pjesme; Pripovijetke; Drame                                                    | Marijan Matković                                      | 1964.          |
| 56      | Bude Budisavljević, Jure Turić, Josip Draženović                                                                    | Djela                                                                          | Josip Čelar, Ivo Frangeš                              | 1963.          |
| 57      | Vjenceslav Novak | Pripovijesti; Posljednji Stipančići                                            | Antun Barac                                           | 1964.          |
| 58      | Vjenceslav Novak | Pripovijesti; Tito Dorčić                                                      | Antun Barac                                           | 1964.          |
| 59      | Janko Leskovar | Propali dvori; Pripovijesti                                                    | Ivo Frangeš                                           | 1963.          |
| 60      | Silvije Strahimir Kranjčević                                                                                        | Pjesme; Pjesnička proza; Kritike; O sebi                                       | Ivo Frangeš                                           | 1964.          |
| 61      | Ante Tresić Pavičić                                                                                                 | Pjesme; Putopisi; Katarina Zrinjska                                            | Šime Vučetić                                          | 1963.          |
| 62      | | Kritika u doba realizma                                                        | Ivo Frangeš                                           | 1976.          |
| 63/I    | Lujo Vojnović, Ante Dukić, Rikard Katalinić Jeretov, Niko Andrijašević, Viktor Car Emin                             | Izabrana djela                                                                 | Branimir Donat                                        | 1981.          |
| 63/II   | Viktor Car Emin | Danuncijada                                                                    | Branimir Donat                                        | 1977.          |
| 64      | Antun Gustav Matoš                                                                                                  | Pjesme; Pripovijesti; Autobiografija                                           | Dragutin Tadijanović, Marijan Matković                | 1967.          |
| 65      | Antun Gustav Matoš                                                                                                  | Vidici i putovi; Naši ljudi i krajevi                                          | Dragutin Tadijanović, Marijan Matković                | 1967.          |
| 66      | Antun Gustav Matoš                                                                                                  | Kritike, eseji, studije i članci; Polemike; Putopisi; Feljtoni i impresije     | Dragutin Tadijanović, Marijan Matković                | 1967.          |
| 67      | Milan Šenoa, Franjo Horvat Kiš, Musa Ćazim Ćatić                                                                    | Pripovijesti; Exodus / Pripovijetke; Putopisi / Pjesme                         | Miroslav Šicel, Abdurahman Nametak                    | 1966.          |
| 68      | Iso Kršnjavi, Iso Velikanović, Živko Bertić, Joza Ivakić                                                            | Izabrana djela                                                                 | Miroslav Vaupotić                                     | 1980.          |
| 69      | Vladimir Treščec Borotha, Milkan Lovinac, Matija Lisičar                                                            | Izabrane proze                                                                 | Stanko Korać                                          | 1969.          |
| 70      | Dinko Šimunović | Pripovijesti; Mladi dani; Porodica Vinčić                                      | Vice Zaninović                                        | 1965.          |
| 71      | | Hrvatska moderna: kritika i književna povijest                                 | Miroslav Šicel                                        | 1975.          |
| 72      | Srđan Tucić, Milan Ogrizović, Andrija Milčinović, Petar Petrović Pecija                                             | Izabrana djela                                                                 | Branko Hećimović                                      | 1969.          |
| 73      | Ivana Brlić-Mažuranić, Adela Milčinović, Zdenka Marković                                                            | Izabrana djela                                                                 | Miroslav Šicel                                        | 1968.          |
| 74      | Vladimir Vidrić, Dragutin Domjanić, Mihovil Nikolić                                                                 | Pjesme                                                                         | Antun Šoljan, Branimir Donat                          | 1970.          |
| 75      | Milan Begović | Pjesme; Drame; Kritike i prikazi                                               | Branko Hećimović                                      | 1964.          |
| 76      | Milan Begović | Dunja u kovčegu; Novele; Put po Italiji                                        | Branko Hećimović                                      | 1964.          |
| 77      | Vladimir Nazor | Pjesme; Medvjed Brundo; Ahasver; O poeziji                                     | Šime Vučetić                                          | 1965.          |
| 78      | Vladimir Nazor | Veli Jože; Priče; Od Splita do piramida; S partizanima                         | Šime Vučetić                                          | 1965.          |
| 80      | Marin Bego, Božo Lovrić, Josip Baričević, Mato Hanžeković                                                           | Izabrana djela                                                                 | Branimir Donat                                        | 1968.          |
| 81      | Milutin Nehajev | Ogledi i članci; Pripovijesti                                                  | Vice Zaninović                                        | 1964.          |
| 82      | Milutin Nehajev | Bijeg; Vuci                                                                    | Vice Zaninović                                        | 1963.          |
| 83      | Janko Polić Kamov, Vladimir Čerina                                                                                  | Pjesme, novele, drame, eseji / Pjesme, eseji i članci                          | Nikola Milićević                                      | 1968.          |
| 84      | Julije Benešić, Fran Galović, Milan Vrbanić, Zvonko Milković                                                        | Izbori iz djela                                                                | Šime Vučetić                                          | 1969.          |
| 85      | Ljubo Wiesner, Nikola Polić, Ulderiko Donadini                                                                      | Izabrana djela                                                                 | Milan Selaković                                       | 1970.          |
| 86      | Albert Haler, Mihovil Kombol, Branko Gavella, Ljubomir Maraković                                                    | Eseji, studije, kritike                                                        | Nikola Batušić, Dubravko Jelčić                       | 1971.          |
| 87      | Tin Ujević | Pjesme i pjesničke proze                                                       | Šime Vučetić                                          | 1970.          |
| 88      | Tin Ujević | Eseji i kritike; Zapisi                                                        | Šime Vučetić                                          | 1970.          |
| 89      | Marko Uvodić Splićanin, Đuro Vilović, Danko Anđelinović                                                             | Izabrana djela                                                                 | Živko Jeličić                                         | 1968.          |
| 90      | Slavko Kolar | Pripovijesti; Autobiografija                                                   | Miroslav Šicel                                        | 1968.          |
| 91      | Miroslav Krleža | Pan; Ulica u jesenje jutro; Pjesme; Balade Petrice Kerempuha                   | Ivo Frangeš                                           | 1973.          |
| 92      | Miroslav Krleža | Izabrane novele                                                                | Ivo Frangeš                                           | 1973.          |
| 93      | Miroslav Krleža | Povratak Filipa Latinovicza; Na rubu pameti                                    | Ivo Frangeš                                           | 1973.          |
| 94      | Miroslav Krleža | Michelangelo Buonarrotti; Kraljevo; U logoru; Gospoda Glembajevi; Aretej       | Ivo Frangeš                                           | 1973.          |
| 95      | Miroslav Krleža | Eseji i putopisi                                                               | Ivo Frangeš                                           | 1973.          |
| 96      | August Cesarec | Pjesme, novele; Zapisi, eseji i putopisi                                       | Vladimir Popović                                      | 1966.          |
| 97      | August Cesarec | Tonkina jedina ljubav; Zlatni mladić; Sin domovine                             | Vladimir Popović                                      | 1966.          |
| 98      | Josip Pavičić, Antun R. Boglić, Mato Lovrak                                                                         | Izabrana djela                                                                 | Vladimir Popović, Šime Vučetić                        | 1971.          |
| 99      | Antun Branko Šimić                                                                                                  | Pjesme i proza                                                                 | Jure Kaštelan                                         | 1963.          |
| 100     | Gustav Krklec | Pjesme; Epigrami i basne; Noćno iverje                                         | Augustin Stipčević                                    | 1963.          |
| 101     | Antun Barac | Članci i eseji                                                                 | Ivo Frangeš                                           | 1968.          |
| 102     | Stanislav Šimić, Josip Bogner, Otokar Keršovani                                                                     | Izabrana djela                                                                 | Miroslav Vaupotić                                     | 1975.          |
| 103     | Ervin Šinko | Pjesme u prozi; Pripovijetke; Zapisi; Ogledi                                   | Marijan Matković                                      | 1969.          |
| 104     | Miroslav Feldman, Ante Cettineo                                                                                     | Pjesme i drame / Laste nad uvalom                                              | Augustin Stipčević                                    | 1965.          |
| 105     | Nikola Pavić, Mate Balota, Pere Ljubić, Drago Gervais                                                               | Izabrana djela                                                                 | Marin Franičević                                      | 1973.          |
| 106     | Tito Strozzi, Josip Kulundžić, Kalman Mesarić, Geno R. Senečić                                                      | Dramska djela                                                                  | Dubravko Jelčić                                       | 1965.          |
| 107     | Jagoda Truhelka, Verka Škurla-Ilijić, Dora Pfanova, Mila Miholjević, Mara Švel-Gamiršek                             | Izabrana djela                                                                 | Ljerka Matutinović                                    | 1970.          |
| 108     | Ahmed Muradbegović, Jakša Kušan, Ante Dean, Alija Nametak                                                           | Izabrana djela                                                                 | Dubravko Jelčić                                       | 1969.          |
| 109     | Đuro Sudeta, Nikola Šop, Vlado Vlaisavljević                                                                        | Pjesme; Mor / Pjesme i priče / Pjesme i pjesničke proze                        | Saša Vereš                                            | 1966.          |
| 110     | Stjepan Mihalić | Novele; Teleći odresci                                                         | Krsto Špoljar                                         | 1967.          |
| 111     | Vjekoslav Majer | Pjesme i pjesme u prozi; Novele; Život puža; Feljtoni                          | Nedjeljko Mihanović                                   | 1965.          |
| 112     | Slavko Batušić | Lirika; Proza i članci; Putopisi                                               | Gustav Krklec                                         | 1963.          |
| 114     | Luka Perković, Frano Alfirević, Vladislav Kušan                                                                     | Izabrana djela                                                                 | Saša Vereš                                            | 1969.          |
| 116     | Hasan Kikić | Pripovijetke; Provincija u pozadini; Bukve; Lole i hrsuzi                      | Miroslav Vaupotić                                     | 1969.          |
| 117/I   | Vladan Desnica | Zimsko ljetovanje; Pripovijesti                                                | Vlatko Pavletić                                       | 1968.          |
| 117/II  | Vladan Desnica | Proljeća Ivana Galeba                                                          | Vlatko Pavletić                                       | 1977.          |
| 118     | Vjekoslav Kaleb | Izabrane novele                                                                | Vlatko Pavletić                                       | 1973.          |
| 119     | Vjekoslav Kaleb | Divota prašine; Bijeli kamen                                                   | Vlatko Pavletić                                       | 1973.          |
| 120     | Dragutin Tadijanović                                                                                                | Pjesme i proza                                                                 | Jure Kaštelan                                         | 1969.          |
| 121/I   | Milan Rešetar, Tomo Matić, Franjo Fancev, Josip Badalić, Slavko Ježić, Jakša Ravlić                                 | Izabrana djela                                                                 | Josip Bratulić                                        | 1983.          |
| 121/II  | Josip Berković, Marijan Jurković, Emil Štampar, Vlado Mađarević, Milan Selaković                                    | Izabrana djela                                                                 | Miroslav Šicel                                        | 1985.          |
| 122     | Josip Horvat, Josip Torbarina, Ivo Hergešić                                                                         | Izabrana djela                                                                 | Nikola Batušić, Josip Bratulić                        | 1983.          |
| 123     | Novak Simić | Novele i pripovijetke; Braća i kumiri                                          | Krsto Špoljar                                         | 1977.          |
| 124     | Ljubo Babić, Cvito Fisković                                                                                         | Izabrana djela                                                                 | Tonko Maroević                                        | 1985.          |
| 125     | Drago Ivanišević | Izabrana djela                                                                 | Vlatko Pavletić                                       | 1981.          |
| 126     | Vladimir Kovačić, Vladimir Popović                                                                                  | Izabrana djela                                                                 | Dubravko Jelčić; Šime Vučetić                         | 1982.          |
| 127     | Šime Vučetić | Pjesništvo, ogledi                                                             | Ante Stamać                                           | 1976.          |
| 128/I   | Petar Šegedin | Djeca božja; Pripovijetke                                                      | Dubravko Jelčić                                       | 1977.          |
| 128/II  | Petar Šegedin | Crni smiješak; Pripovijetke; Putopisi; Čovjek u riječi                         | Dubravko Jelčić                                       | 1977.          |
| 129     | Ivanka Vujčić-Laszowski, Mirjana Matić-Halle                                                                        | Izabrana djela                                                                 | Jelena Hekman                                         | 1981.          |
| 130     | Ivan Dončević | Ljudi iz Šušnjare; Novele; Mirotvorci                                          | Živko Jeličić                                         | 1975.          |
| 131     | Ivo Kozarčanin | Pjesme, novele; Sam čovjek; Kritike                                            | Krsto Špoljar                                         | 1975.          |
| 132     | Sida Košutić, Dušanka Popović-Dorofejeva, Branko Belan                                                              | Izabrana djela                                                                 | Jelena Hekman                                         | 1984.          |
| 133     | Marin Franičević | Pjesme, eseji i rasprave                                                       | Šime Vučetić                                          | 1976.          |
| 134     | Augustin Stipčević                                                                                                  | Pjesme; Glad na ledini; Novele; Kazališne kritike                              | Cvjetko Milanja                                       | 1977.          |
| 135     | Ivan Goran Kovačić                                                                                                  | Novele, pjesme, eseji, kritike i feljtoni                                      | Vlatko Pavletić                                       | 1975.          |
| 136     | Ilija Jakovljević, Mate Beretin, Rasim Filipović, Grgur Karlovčan                                                   | Izabrana djela                                                                 | Nedjeljko Mihanović, Branimir Donat, Branko Hećimović | 1991.          |
| 137     | Ranko Marinković | Ruke; Glorija; Eseji                                                           | Ivo Frangeš                                           | 1981.          |
| 138     | Ranko Marinković | Kiklop                                                                         | Ivo Frangeš                                           | 1981.          |
| 139     | Olinko Delorko, Oto Šolc, Viktor Vida                                                                               | Izabrana djela                                                                 | Miroslav Šicel, Marijan Matković                      | 1982.          |
| 140     | Joža Horvat | Izabrana djela                                                                 | Živko Jeličić                                         | 1977.          |
| 141     | Marijan Matković | Drame; Eseji; California-Zephyr                                                | Nikola Batušić                                        | 1976.          |
| 142     | Srećko Diana, Dinko Štambak, Marko Fotez                                                                            | Izabrana djela                                                                 | Branko Hećimović                                      | 1983.          |
| 143     | Jure Franičević-Pločar                                                                                              | Pjesme; Raspukline                                                             | Slobodan Novak                                        | 1977.          |
| 144     | Ivan Supek | Izabrana djela                                                                 | Branko Hećimović                                      | 1995.          |
| 145     | Josip Barković, Đuro Šnajder                                                                                        | Izabrana djela                                                                 | Cvjetko Milanja                                       | 1977.          |
| 146     | Pero Budak, Fadil Hadžić                                                                                            | Izabrana djela                                                                 | Branko Hećimović                                      | 1977.          |
| 147     | Mirko Božić | Izabrana djela                                                                 | Šime Vučetić                                          | 1980.          |
| 148     | Jure Kaštelan | Izabrana djela                                                                 | Ante Stamać                                           | 1983.          |
| 149     | Ivo Frangeš | Izabrana djela                                                                 | Aleksandar Flaker                                     | 1980.          |
| 150     | Živko Jeličić | Izabrana djela                                                                 | Vlatko Pavletić                                       | 1980.          |
| 151     | Vojin Jelić | Anđeli lijepo pjevaju                                                          | Branimir Bošnjak                                      | 1984.          |
| 152     | Ivan Raos | Izabrana djela: pjesnička proza, pripovijetke, romani, drame                   | Slobodan Novak                                        | 1980.          |
| 153     | Kruno Quien, Radovan Ivšić, Boro Pavlović, Irena Vrkljan                                                            | Izabrana djela                                                                 | Branimir Donat                                        | 1985.          |
| 154     | Bogdan Stopar, Fedor Vidas, Višnja Stahuljak                                                                        | Izabrana djela                                                                 | Jelena Hekman                                         | 1985.          |
| 155     | Vesna Parun | Izabrana djela                                                                 | Nikola Milićević                                      | 1982.          |
| 156     | Nikola Milićević, Josip Pupačić                                                                                     | Izabrana djela                                                                 | Nedjeljko Mihanović                                   | 1982.          |
| 157/I   | Aleksandar Flaker                                                                                                   | Izabrana djela                                                                 | Miroslav Šicel                                        | 1987.          |
| 157/II  | Branimir Donat | Izabrana djela                                                                 | Velimir Visković                                      | 1991.          |
| 157/III | Tomislav Ladan | Izabrana djela                                                                 | Ante Stamać                                           | 1991.          |
| 158     | Duško Roksandić, Ivan Katušić                                                                                       | Izabrana djela                                                                 | Branko Hećimović                                      | 1985.          |
| 159     | Matko Peić | Izabrana djela                                                                 | Vlatko Pavletić                                       | 1982.          |
| 160     | Slobodan Novak | Izabrana proza                                                                 | Igor Mandić                                           | 1981.          |
| 161     | Rafo Bogišić, Miroslav Šicel, Frano Čale, Stanko Lasić, Radoslav Katičić                                            | Izabrana djela                                                                 | Slobodan P. Novak, Krešimir Nemec                     | 1984.          |
| 162     | Franjo Švelec, Nikola Ivašin, Miroslav Vaupotić, Nedjeljko Mihanović, Dubravko Jelčić                               | Izabrana djela                                                                 | Slobodan P. Novak, Krešimir Nemec                     | 1984.          |
| 163     | Nikola Pulić, Saša Vereš, Vojislav Kuzmanović                                                                       | Izabrana djela                                                                 | Nedjeljko Mihanović                                   | 1984.          |
| 164     | Slavko Mihalić | Izabrane pjesme                                                                | Vlatko Pavletić                                       | 1980.          |
| 165     | Slavko Mađer, Branislav Zeljković, Stanko Juriša, Miroslav Slavko Mađer, Zlatko Tomičić                             | Izabrana djela                                                                 | Vlatko Pavletić, Nedjeljko Mihanović                  | 1984.          |
| 166     | Milivoj Slaviček | Izabrane pjesme                                                                | Vlatko Pavletić                                       | 1987.          |
| 167     | Ivan Slamnig | Izabrana djela                                                                 | Branimir Donat                                        | 1983.          |
| 168     | Krsto Špoljar | Izabrana djela                                                                 | Branimir Donat                                        | 1983.          |
| 169     | Vlatko Pavletić | Eseji i kritike                                                                | Ivo Frangeš                                           | 1982.          |
| 171     | Ivan Aralica | Izabrana djela                                                                 | Velimir Visković                                      | 1987.          |
| 173     | Mirko Jirsak, Mirko Sabolović                                                                                       | Izabrana djela                                                                 | Dubravko Jelčić                                       | 1987.          |
| 174/I   | Antun Šoljan | Pjesme; Dramska djela; Feljtoni; Eseji                                         | Branimir Donat                                        | 1987.          |
| 174/II  | Antun Šoljan | Izdajice; Kratki izlet, Novele                                                 | Branimir Donat                                        | 1987.          |
| 175     | Čedo Prica | Izabrana djela                                                                 | Josip Pavičić                                         | 1995.          |
| 181/I   | Blanka Dovjak-Matković, Danko Oblak, Anđelka Martić, Dragutin Horkić                                                | Hrvatski dječji pisci I                                                        | Ivo Zalar                                             | 1991.          |
| 181/II  | Palma Katalinić, Milivoj Matošec, Branko Hribar, Nada Iveljić, Sunčana Škrinjarić                                   | Hrvatski dječji pisci II                                                       | Ivo Zalar                                             | 1991.          |
| 181/III | Krunoslav Kuten, Zlata Kolarić-Kišur, Grigor Vitez, Stjepan Jakševac, Ratko Zvrko, Mladen Bjažić, Stanislav Femenić | Hrvatski dječji pisci III                                                      | Ivo Zalar                                             | 1991.          |

## Stoljeća hrvatske književnosti
Biblioteka Stoljeća hrvatske književnosti (SHK) zamišljena je kao nasljednica biblioteke Pet stoljeća hrvatske književnosti. Nakana urednika je preuzeti zadaću bez ideoloških i drugih ograničenja revidirati izbor prethodne biblioteke s obzirom na autore i opseg njihove zastupljenosti, te s obzirom na bibliografske i druge priloge. Također je jedno od glavnih načela Biblioteke to da se ne zadire u jezik pisaca, već da se izdanja priređuju prema posljednjemu za života autora tiskanomu izdanju. Prvi svesci tiskani su u proljeće 1995. godine, a predviđeno je da cijeli niz u više od tristo predviđenih svezaka obuhvati književna djela u rasponu od prvih srednjovjekovnih spomenika do suvremene književnosti.
Pokretač je projekta Vlatko Pavletić, ujedno i glavni urednik, a u djelo ga provodi zajedno s glavnim urednicima Josipom Vončinom i Dubravkom Jelčićem, koji nakon Pavletićeve smrti 2007. godine postaje glavni urednik. Godine 2009. godine izabran je novi Urednički odbor Stoljeća, čime se smjenjuje Jelčić, te dolazi do promjene izgleda knjiga i nekih tekstoloških načela.
Starija je izdanja (knjige br. 1 - 100, odnosno od 1995. do 2009.) likovno opremio Alfred Pal - knjige su crne i sive boje s umjetnom kožom te s crnom vrpcom za označivanje stranica. Budući da hrbat ne sadrži numeraciju, svaka od knjiga sadrži određenu boju na hrptu i na naslovnici koja predstavlja određeno književno razdoblje ili polje. Te su boje: tamnocrvena (16. stoljeće), smeđa (17. stoljeće), crvena (19. stoljeće), zelena (20. stoljeće), žuta (usmena književnost), svjetlozelena (jezikoslovlje) i siva (politika). Budući da nijedna knjiga srednjovjekovnih ili osamnaestostoljetnih tekstova nije izašla sve do novoga izgleda knjiga, ne zna se koje su boje bile predviđene za te cjeline. Knjige br. 47 i 83, odnosno prvo i drugo izdanje Vončinih Tekstoloških načela, posebnoga priloga biblioteci, svjetloplave su boje.
Počevši knjigom br. 101 (Slavko Mihalić: Pjesme), odnosno od 2010., biblioteka dobiva novi izgled. Sve knjige imaju nov dizajn: veća slova na naslovnici, žuta vrpca umjesto crne itd. Ta izdanja odbacuju i prijašnju podijeljenost u tematske cjeline po bojama (svaka je knjiga samo plava) te uvode bilježenje broja knjige na hrptu. Od ovih se izdanja mijenjaju i tesktološka načela priređivanja: jezik se knjiga i dalje načelno donosi u svojoj izvornoj inačici, no svi se tekstovi prilagođavaju suvremenomu pravopisu, za razliku od starijih izdanja u kojima su se tekstovi iz 19. stoljeća i s početka 20. često donosili prema tadašnjim pravopisnim rješenjima. Kao primjer može poslužiti naslov poznatoga Mažuranićeva političkog spisa: u knjizi br. 24, Programski spisi hrvatskog narodnog preporoda, naziva se Hèrvati Madjarom (po starim tekstološkim načelima Biblioteke), a u knjizi br. 139, Izabrana djela Ivana Mažuranića, stoji Hrvati Mađarom (po novim načelima).

### Objavljeni naslovi
Do 2024. godine u biblioteci Stoljeća hrvatske književnosti objavljeno je 159 naslova.
| Broj | Autor(i) | Naslov                                                                           | Priređivač(i)                       | Godina |
| ---- | --- | -------------------------------------------------------------------------------- | ----------------------------------- | ------ |
| 1    | Ante Starčević                                                                                                  | Književna djela                                                                  | Dubravko Jelčić                     | 1995.  |
| 2    | Fran Krsto Frankopan                                                                                            | Djela                                                                            | Josip Vončina                       | 1995.  |
| 3    | Mile Budak | Pripovijetke / Ratno roblje                                                      | Dubravko Jelčić                     | 1995.  |
| 4    | Mile Budak | Ognjište I                                                                       | Dubravko Jelčić                     | 1995.  |
| 5    | Mile Budak | Ognjište II                                                                      | Dubravko Jelčić                     | 1995.  |
| 6    | Junije Palmotić                                                                                                 | Izabrana djela                                                                   | Rafo Bogišić                        | 1995.  |
| 7    | Dživo Bunić Vučić                                                                                               | Djela                                                                            | Dunja Fališevac                     | 1995.  |
| 8    | Antun Bonifačić                                                                                                 | Izabrana djela                                                                   | Miroslav Šicel                      | 1996.  |
| 9    | | Usmene lirske pjesme                                                             | Stipe Botica                        | 1996.  |
| 10   | | Folklorno kazalište                                                              | Ivan Lozica                         | 1996.  |
| 11   | Milan Begović                                                                                                   | Pjesme / Proza                                                                   | Boris Senker                        | 1996.  |
| 12   | Milan Begović                                                                                                   | Drame                                                                            | Boris Senker                        | 1996.  |
| 13   | Milan Begović                                                                                                   | Giga Barićeva I (Sedam prosaca)                                                  | Boris Senker                        | 1996.  |
| 14   | Milan Begović                                                                                                   | Giga Barićeva II (Na ratištu - Povratak)                                         | Boris Senker                        | 1996.  |
| 15   | Ksaver Šandor Gjalski                                                                                           | Pod starimi krovovi                                                              | Miroslav Šicel                      | 1996.  |
| 16   | Ksaver Šandor Gjalski                                                                                           | Pripovijetke i članci                                                            | Miroslav Šicel                      | 1996.  |
| 17   | Ksaver Šandor Gjalski                                                                                           | U noći                                                                           | Miroslav Šicel                      | 1996.  |
| 18   | | Poslovice, zagonetke i govornički oblici                                         | Josip Kekez                         | 1996.  |
| 19   | Dinko Šimunović                                                                                                 | Izabrana djela                                                                   | Dunja Detoni-Dujmić                 | 1996.  |
| 20   | Silvije Strahimir Kranjčević                                                                                    | Izabrana djela                                                                   | Ivo Frangeš                         | 1996.  |
| 21   | Vladimir Kovačić Vinko Nikolić                                                                                  | Izabrana djela                                                                   | Dubravko Jelčić                     | 1997.  |
| 22   | Ljubomir Maraković Josip Bogner                                                                                 | Rasprave i kritike                                                               | Antonija Bogner-Šaban               | 1997.  |
| 23   | Ivana Brlić-Mažuranić                                                                                           | Izabrana djela                                                                   | Zvonimir Diklić                     | 1997.  |
| 24   | | Programski spisi hrvatskog narodnog preporoda                                    | Miroslav Šicel                      | 1997.  |
| 25   | Fran Galović | Izabrana djela                                                                   | Joža Skok                           | 1997.  |
| 26   | | Usmene pripovijetke i predaje                                                    | Maja Bošković-Stulli                | 1997.  |
| 27   | Dimitrija Demeter                                                                                               | Izabrana djela                                                                   | Nikola Batušić                      | 1997.  |
| 28   | Jagoda Truhelka Adela Milčinović                                                                                | Izabrana djela                                                                   | Dunja Detoni-Dujmić                 | 1997.  |
| 29   | Ivan Kukuljević Sakcinski                                                                                       | Izabrana djela                                                                   | Nikola Batušić                      | 1997.  |
| 30   | Janko Leskovar                                                                                                  | Izabrana djela                                                                   | Cvjetko Milanja                     | 1997.  |
| 31   | Petar Preradović                                                                                                | Izabrana djela                                                                   | Cvjetko Milanja                     | 1997.  |
| 32   | Josip Kozarac                                                                                                   | Izabrana djela                                                                   | Krešimir Nemec                      | 1997.  |
| 33   | Eugen Kvaternik                                                                                                 | Izabrani politički spisi                                                         | Dubravko Jelčić                     | 1998.  |
| 34   | Milan Marjanović                                                                                                | Izabrana djela                                                                   | Vinko Brešić                        | 1998.  |
| 35   | Evgenij Kumičić                                                                                                 | Začuđeni svatovi / Pod puškom                                                    | Stjepko Težak                       | 1998.  |
| 36   | Evgenij Kumičić                                                                                                 | Gospođa Sabina / O romanu / Govori                                               | Stjepko Težak                       | 1998.  |
| 37   | Tito Strozzi Kalman Mesarić                                                                                     | Roman i drame / Drame i kritike                                                  | Ivica Matičević i Boris Senker      | 1998.  |
| 38   | Evgenij Kumičić                                                                                                 | Urota zrinsko-frankopanska                                                       | Stjepko Težak                       | 1998.  |
| 39   | Fran Kurelac Bogoslav Šulek Vinko Pacel Adolfo Veber Tkalčević                                                  | Jezikoslovne rasprave i članci                                                   | Ivo Pranjković                      | 1999.  |
| 40   | Vladimir Nazor                                                                                                  | Izbor pjesama I                                                                  | Nedjeljko Mihanović                 | 1999.  |
| 41   | Vladimir Nazor                                                                                                  | Izbor pjesama II                                                                 | Nedjeljko Mihanović                 | 1999.  |
| 42   | Vladimir Nazor                                                                                                  | Izbor proze I                                                                    | Nedjeljko Mihanović                 | 1999.  |
| 43   | Vladimir Nazor                                                                                                  | Izbor proze II                                                                   | Nedjeljko Mihanović                 | 1999.  |
| 44   | Josip Eugen Tomić                                                                                               | Izabrana djela                                                                   | Julijana Matanović                  | 1999.  |
| 45   | Fran Krsto Frankopan                                                                                            | Djela (Drugo, obnovljeno izdanje)                                                | Josip Vončina                       | 1999.  |
| 46   | Ante Kovačić | U registraturi                                                                   | Miroslav Šicel                      | 1999.  |
| 47   | Josip Vončina                                                                                                   | Tekstološka načela za pisanu baštinu hrvatskoga jezičnog izraza                  |                                     | 1999.  |
| 48   | Vladimir Vidrić Mihovil Nikolić                                                                                 | Izbor pjesama / Izabrana djela                                                   | Cvjetko Milanja                     | 2000.  |
| 49   | Ante Kovačić | Izbor poezije i proze                                                            | Miroslav Šicel                      | 2000.  |
| 50   | Dobriša Cesarić                                                                                                 | Izabrana djela                                                                   | Vinko Brešić                        | 2000.  |
| 51   | Olinko Delorko                                                                                                  | Izabrana djela                                                                   | Vinko Brešić                        | 2000.  |
| 52   | Dragutin Domjanić                                                                                               | Izbor pjesama                                                                    | Cvjetko Milanja                     | 2000.  |
| 53   | Juraj Baraković                                                                                                 | Vila Slovinka                                                                    | Franjo Švelec                       | 2000.  |
| 54   | Milan Ogrizović Andrija Milčinović                                                                              | Izabrana djela / Izbor Proze / Prokletstvo                                       | Ana Lederer                         | 2000.  |
| 55   | Milan Šufflay                                                                                                   | Izabrani politički spisi                                                         | Dubravko Jelčić                     | 2000.  |
| 56   | Franjo Iveković Ivan Broz Tomo Maretić Vatroslav Rožić Milan Rešetar Antun Radić Nikola Andrić Dragutin Boranić | Jezikoslovne rasprave i članci                                                   | Marko Samardžija                    | 2001.  |
| 57   | Blaž Lorković Ferdo Becić                                                                                       | Izabrana djela                                                                   | Krešimir Nemec                      | 2002.  |
| 58   | Vjekoslav Kaleb                                                                                                 | Izabrane novele                                                                  | Katica Čorkalo                      | 2002.  |
| 59   | Vjekoslav Kaleb                                                                                                 | Bijeli kamen / Divota prašine                                                    | Katica Čorkalo                      | 2002.  |
| 60   | Frano Alfirević                                                                                                 | Izabrana djela                                                                   | Cvjetko Milanja                     | 2002.  |
| 61   | Petar Zoranić Barne Karnarutić Šime Budinić                                                                     | Planine / Djela / Izabrana djela                                                 | Franjo Švelec                       | 2002.  |
| 62   | Rikard Jorgovanić                                                                                               | Izabrana djela                                                                   | Miroslav Šicel                      | 2002.  |
| 63   | Vladislav Kušan                                                                                                 | Izabrana djela                                                                   | Dubravko Horvatić                   | 2003.  |
| 64   | Ivo Vojnović | Izabrana djela I                                                                 | Luko Paljetak                       | 2003.  |
| 65   | Ivo Vojnović | Izabrana djela II                                                                | Luko Paljetak                       | 2003.  |
| 66   | Vinko Krišković                                                                                                 | Izabrani politički eseji                                                         | Dubravko Jelčić                     | 2003.  |
| 67   | Vinko Krišković                                                                                                 | Izabrani književni i politički eseji                                             | Dubravko Jelčić                     | 2003.  |
| 68   | Miroslav Kraljević                                                                                              | Požežki đak ili Ljubimo milu svoju narodnost i grlimo, sladki svoj narodni jezik | Dunja Detoni Dujmić                 | 2003.  |
| 69   | Dragojla Jarnević                                                                                               | Izabrana djela                                                                   | Dunja Detoni Dujmić                 | 2003.  |
| 70   | Izidor Poljak Đuro Sudeta                                                                                       | Izabrana djela / Izabrana djela                                                  | Nedjeljko Mihanović                 | 2004.  |
| 71   | | Usmene epske pjesme I                                                            | Davor Dukić                         | 2004.  |
| 72   | | Usmene epske pjesme II                                                           | Davor Dukić                         | 2004.  |
| 73   | Antun Nizeteo                                                                                                   | Izabrana djela                                                                   | Dubravko Jelčić                     | 2004.  |
| 74   | Vlado Vlaisavljević Marijan Matijašević                                                                         | Izabrana djela                                                                   | Cvjetko Milanja                     | 2004.  |
| 75   | Ivan Raos | Prosjaci & sinovi                                                                | Ana Lederer                         | 2004.  |
| 76   | Ivan Raos | Izabrana djela                                                                   | Ana Lederer                         | 2004.  |
| 77   | Jeronim Korner Rajmund Kupareo                                                                                  | Izabrane pjesme i pjesničke proze / Izabrana djela                               | Nedjeljko Mihanović                 | 2005.  |
| 78   | Ivan August Kaznačić Mato Vodopić Orsat Medo Pucić Pasko Antun Kazali                                           | Izabrana djela                                                                   | Slavica Stojan                      | 2005.  |
| 79   | Safvet-beg Bašagić Musa Ćazim Ćatić                                                                             | Izabrana djela                                                                   | Ozren Prohić                        | 2005.  |
| 80   | August Harambašić                                                                                               | Izabrana djela                                                                   | Miroslav Šicel                      | 2005.  |
| 81   | Josip Juraj Strossmayer                                                                                         | Izabrani književni i politički spisi I                                           | Dubravko Jelčić                     | 2005.  |
| 82   | Tin Ujević | Izbor pjesama I                                                                  | Ante Stamać                         | 2005.  |
| 83   | Josip Vončina                                                                                                   | Tekstološka načela za pisanu baštinu hrvatskoga jezičnog izraza (Drugo izdanje)  |                                     | 2006.  |
| 84   | Tin Ujević | Izbor pjesama II.                                                                | Ante Stamać                         | 2006.  |
| 85   | Lucijan Kordić                                                                                                  | Izabrane pjesme                                                                  | Nedjeljko Mihanović                 | 2006.  |
| 86   | Tin Ujević | Izabrani prozni sastavci                                                         | Ante Stamać                         | 2006.  |
| 87   | Marin Držić Miho Bunić Babulinov Frano Lukarević Burina Sabo Gučetić Bendevišević Dominko Zlatarić              | Tragedije XVI. stoljeća                                                          | Slobodan Prosperov Novak            | 2006.  |
| 88   | Josip Juraj Strossmayer                                                                                         | Izabrani književni i politički spisi II                                          | Dubravko Jelčić                     | 2006.  |
| 89   | Nikola Šop | Izabrana djela                                                                   | Zvonimir Mrkonjić                   | 2006.  |
| 90   | Dragutin Tadijanović                                                                                            | Izabrana djela                                                                   | Vinko Brešić                        | 2007.  |
| 91   | Srećko Karaman Ante Jakšić Jakša Ercegović                                                                      | Poezija i pjesnička proza / Poezija / Poezija                                    | Nedjeljko Mihanović                 | 2007.  |
| 92   | Janko Polić Kamov                                                                                               | Izabrana djela I                                                                 | Darko Gašparović                    | 2007.  |
| 93   | Antun Nemčić | Izabrana djela                                                                   | Branimir Donat                      | 2007.  |
| 94   | Nikola Vitov Gučetić                                                                                            | Dialogo della Belezza / Dijalog o ljepoti; Dialogo d’Amore / Dijalog o ljubavi   | Ljerka Schiffler                    | 2008.  |
| 95   | Dobriša Cesarić                                                                                                 | Izabrana djela (Drugo, dopunjeno izdanje)                                        | Vinko Brešić                        | 2008.  |
| 96   | August Šenoa | Izabrana djela I                                                                 | Miroslava Tušek                     | 2008.  |
| 97   | Petar Šegedin                                                                                                   | Izabrana djela I                                                                 | Cvjetko Milanja                     | 2008.  |
| 98   | Ivo Kozarčanin                                                                                                  | Izabrana djela                                                                   | Ante Stamać                         | 2008.  |
| 99   | Srgjan Tucić | Izabrana djela                                                                   | Antonija Bogner Šaban               | 2008.  |
| 100  | August Šenoa | Izabrana djela II                                                                | Miroslava Tušek                     | 2009.  |
| 101  | Slavko Mihalić                                                                                                  | Pjesme                                                                           | Ante Stamać                         | 2010.  |
| 102  | Marijan Derenčin Stjepan Miletić Julije Rorauer                                                                 | Ladanjska opozicija / Izabrana djela / Izabrana djela                            | Nikola Batušić i Nedjeljko Fabrio   | 2010.  |
| 103  | Bartol Kašić | Izbor iz djela                                                                   | Darija Gabrić-Bagarić               | 2010.  |
| 104  | Petar Šegedin                                                                                                   | Izabrana djela II                                                                | Cvjetko Milanja                     | 2010.  |
| 105  | Marin Držić | Izabrana djela I                                                                 | Slobodan Prosperov Novak            | 2011.  |
| 106  | Viktor Vida | Izabrana djela                                                                   | Ante Stamać                         | 2011.  |
| 107  | Blaž Jurišić Mate Hraste                                                                                        | Rasprave i članci                                                                | Josip Lisac                         | 2011.  |
| 108  | Grgo Gamulin | Izabrana djela                                                                   | Tonko Maroević                      | 2011.  |
| 109  | | Franjevačka književnost u Bosni u XVIII. stoljeću                                | Marko Karamatić                     | 2011.  |
| 110  | Petar Šegedin                                                                                                   | Izabrana djela III                                                               | Cvjetko Milanja                     | 2012.  |
| 111  | Ruđer Josip Bošković                                                                                            | Pisma, pjesme i rasprave                                                         | Stipe Kutleša                       | 2012.  |
| 112  | Ruđer Josip Bošković                                                                                            | Pomrčine Sunca i Mjeseca                                                         | Stipe Kutleša                       | 2012.  |
| 113  | Antun Branko Šimić                                                                                              | Izabrane pjesme                                                                  | Nedjeljko Mihanović                 | 2012.  |
| 114  | Stjepan Ivšić Josip Hamm                                                                                        | Rasprave i članci                                                                | Stjepan Damjanović i Tanja Kuštović | 2012.  |
| 115  | | Hrvatska srednjovjekovna proza I                                                 | Vesna Badurina Stipčević            | 2013.  |
| 116  | | Hrvatska srednjovjekovna proza II                                                | Marija-Ana Dürrigl                  | 2013.  |
| 117  | Antun Branko Šimić                                                                                              | Izabrana proza                                                                   | Nedjeljko Mihanović                 | 2013.  |
| 118  | Antun Gustav Matoš                                                                                              | Pripovijetke                                                                     | Miroslav Šicel                      | 2013.  |
| 119  | Antun Gustav Matoš                                                                                              | Putopisi i portreti                                                              | Miroslav Šicel                      | 2013.  |
| 120  | Antun Gustav Matoš                                                                                              | Pjesme i ogledli                                                                 | Miroslav Šicel                      | 2014.  |
| 121  | Antun Gustav Matoš                                                                                              | Polemički i drugi spisi                                                          | Miroslav Šicel                      | 2014.  |
| 122  | August Šenoa | Izabrana djela III                                                               | Miroslava Tušek                     | 2014.  |
| 123  | August Šenoa | Izabrana djela IV                                                                | Miroslava Tušek                     | 2014.  |
| 124  | Matija Petar Katančić                                                                                           | Izabrana djela                                                                   | Stanislav Marijanović               | 2014.  |
| 125  | August Cesarec                                                                                                  | Izabrana djela I                                                                 | Milan Mirić                         | 2014.  |
| 126  | August Cesarec                                                                                                  | Izabrana djela II                                                                | Milan Mirić                         | 2014.  |
| 127  | Milivoj Slaviček                                                                                                | Izabrane pjesme                                                                  | Branimir Bošnjak                    | 2015.  |
| 128  | Ljudevit Jonke                                                                                                  | Rasprave i članci                                                                | Ivo Pranjković                      | 2015.  |
| 129  | Marin Držić | Izabrana djela II.                                                               | Slobodan Prosperov Novak            | 2015.  |
| 130  | Dalibor Brozović                                                                                                | Rasprave i članci                                                                | Josip Lisac                         | 2015.  |
| 131  | Janko Polić Kamov                                                                                               | Izabrana djela II                                                                | Darko Gašparović                    | 2016.  |
| 132  | Jure Kaštelan                                                                                                   | Izabrana djela                                                                   | Cvjetko Milanja                     | 2016.  |
| 133  | Mavro Vetranović                                                                                                | Pjesnička i dramska djela                                                        | Dubravka Brezak Stamać              | 2016.  |
| 134  | Ivan Trnski | Izabrana djela                                                                   | Katica Čorkalo Jemrić               | 2017.  |
| 135  | Dragutin Antun Parčić Marcel Kušar                                                                              | Izabrani radovi i pisma / Izabrani radovi i pisma                                | Silvana Vranić i Lada Badurina      | 2017.  |
| 136  | Josip Pupačić                                                                                                   | Pjesme i ogledi                                                                  | Nedjeljko Mihanović                 | 2018.  |
| 137  | Marko Marulić                                                                                                   | Hrvatski stihovi i proza                                                         | Bratislav Lučin                     | 2018.  |
| 138  | Zlatko Vince Vatroslav Kalenić Vladimir Anić                                                                    | Rasprave i članci                                                                | Ivo Pranjković                      | 2018.  |
| 139  | Ivan Mažuranić                                                                                                  | Izabrana djela                                                                   | Božidar Petrač                      | 2019.  |
| 140  | Ivan Slamnig | Izabrana djela                                                                   | Tonko Maroević                      | 2019.  |
| 141  | Marko Marulić                                                                                                   | Davidijada                                                                       | Bratislav Lučin                     | 2019.  |
| 142  | Dubravko Horvatić                                                                                               | Izabrana djela                                                                   | Božidar Petrač                      | 2019.  |
| 143  | Josip Sever | Poezija                                                                          | Krešimir Bagić                      | 2020.  |
| 144  | Đuro Arnold | Izabrana djela                                                                   | Daniel Miščin                       | 2020.  |
| 145  | Stojan Vučićević Željko Sabol                                                                                   | Izabrana djela                                                                   | Davor Šalat                         | 2020.  |
| 146  | Antun Sasin | Drame i pjesme                                                                   | Divna Mrdeža Antonina               | 2021.  |
| 147  | | Hrvatska kajkavska duhovna proza XVII. i XVIII. stoljeća                         | Mijo Korade                         | 2021.  |
| 148  | Andrija Kačić Miošić                                                                                            | Izbor iz djela                                                                   | Stipe Botica                        | 2022.  |
| 149  | Vesna Parun | Izabrana djela I                                                                 | Tvrtko Vuković                      | 2022.  |
| 150  | Kruno Krstić Adolf Bratoljub Klaić                                                                              | Izabrani tekstovi                                                                | Josip Lisac i Stjepan Damjanović    | 2022.  |
| 151  | Vesna Parun | Izabrana djela II                                                                | Tvrtko Vuković                      | 2022.  |
| 152  | Mirko Božić | Izabrana djela I                                                                 | Ivan Bošković                       | 2022.  |
| 153  | Slavko Kolar | Izabrana djela                                                                   | Mario Kolar                         | 2023.  |
| 154  | Mirko Božić | Izabrana djela II                                                                | Ivan Bošković                       | 2023.  |
| 155  | Hanibal Lucić                                                                                                   | Djela                                                                            | Ivan Lupić                          | 2023.  |
| 156  | Marko Marulić                                                                                                   | Latinska moralnopoučna i teološka proza                                          | Bratislav Lučin                     | 2024.  |
| 157  | Marko Marulić                                                                                                   | Latinska humanistička proza, pjesme i pisma                                      | Bratislav Lučin                     | 2024.  |
| 158  | Milutin Cihlar Nehajev                                                                                          | Izabrana djela I                                                                 | Ivica Matičević                     | 2024.  |
| 159  | Ignjat Đurđević                                                                                                 | Izabrana djela                                                                   | Lahorka Plejić Poje                 | 2024.  |

## Vanjske poveznice
- Knjige - biblioteka - Stoljeća hrvatske književnosti  Arhivirana inačica izvorne stranice od 5. prosinca 2013. (Wayback Machine), matica.hr
- Stoljeća hrvatske književnosti, katalog.kgz.hr
- Pet stoljeća hrvatske književnosti - katalog biblioteke